# Тертичный, Сергей Степанович
Сергей Степанович Тертичный (1910 год — 5 апреля 1995 года) — комбайнёр Кинделинской МТС Мустаевского района Чкаловской области, Герой Социалистического Труда.

## Биография
Родился в 1910 г. в селе Петропавловке Акбулакского района Оренбургской области в семье крестьянина. Русский.
Участвовал в Великой Отечественной войне. Воевал танкистом-наводчиком под Смоленском. После ранения и лечения в госпитале вернулся на фронт в разведку. Освобождал Белоруссию, Польшу. В 1944г в боях за Варшаву тяжелое ранение (потерял ногу).
Летом 1945 года возвратился инвалидом в родное село. Несмотря на тяжелое ранение, он нашел в себе силы, вновь встал за штурвал комбайна. В 1956 году комбайновый агрегат С. С. Тертичного убрал хлеба с 1200 гектаров, намолотил 15 тысяч центнеров зерна. Это был один из лучших результатов в области. Указом Президиума Верховного Совета СССР от 11 января 1957 года «за большие заслуги в освоении целинных и залежных земель, успешное проведение уборки урожая и заготовок зерна в 1956 году» удостоен звания Героя Социалистического Труда с вручением Ордена Ленина и золотой медали Серп и Молот.
В 1959 году вышел на пенсию. Скончался в апреле 1995 года.

## Награды
- Герой Социалистического Труда (1959);
- орден Ленина.
- Орден Отечественной войны I степени (1987)
- медали